# Steve Trittschuh
Stephen „Steve“ Trittschuh (* 24. April 1965 in Granite City, Illinois) ist ein ehemaliger US-amerikanischer Fußballnationalspieler. Trittschuh spielte 38 Mal für die Fußballnationalmannschaft der Vereinigten Staaten.

## Karriere

### Verein
Stephen Trittschuh wurde in Granite City, Illinois geboren und besuchte zwischen 1983 und 1986 die Southern Illinois University Edwardsville. Von den St. Louis Steamers wurde er in der zweiten Runde des MSL-Drafts ausgewählt. Nach einer Saison dort wurde der Verein im April 1988 aufgelöst und Trittschuh wurde zum Free-Agent. Während dieser Zeit absolvierte er gerade sein erstes Länderspiel und gehörte zum Kader für die Olympischen Sommerspiele 1988 in Seoul. Im Oktober 1988 unterschrieb die USSF mit amerikanischen Spielern Verträge, Trittschuh war der 14. Spieler, der bei der United States Soccer Federation unterzeichnete. Zwischen den Frühjahren 1988 und 1989 spielte er bei den Amateuren Busch Seniors in St. Louis, während er nicht für die Nationalmannschaft im Einsatz war. Am 4. Mai 1989 wechselte er zu den Tampa Bay Rowdies in die American Soccer League. In der nächsten Saison blieb er bei den Rowdies und spielte mit diesen in der damals neu gegründeten American Professional Soccer League. 1990 nahm seine Karriere eine unerwartete Wendung. Bei der Fußball-Weltmeisterschaft 1990 verloren die US-Boys gegen die Tschechoslowakei deutlich mit 1:5. Doch der Assistenztrainer der Tschechoslowakei war gleichzeitig Cheftrainer bei Sparta Prag, erkannte das noch nicht ausgeschöpfte Talent von Trittschuh und bot ihm einen Vertrag dort an, den er akzeptierte. Da der Ostblock sich aufgelöst hatte und seine Staaten alle einen Schritt Richtung Demokratie machen wollten, klappte dieser Transfer. Ab diesem Zeitpunkt begannen auch die osteuropäischen Staaten mit dem Talentscouting in den Vereinigten Staaten. Obwohl er nur eine Saison in Prag spielte, half er ihnen zum Gewinn der tschechoslowakischen Meisterschaft 1991 und war der erste US-Spieler, der damals im Europapokal der Pokalsieger spielen durfte. Doch nach einem Jahr kehrte er zurück zu den Rowdies und spielte noch zwei Saisonen für diese. Im Herbst 1992 wechselte er in die Niederlande zum FC Dordrecht. Dort musste er sich, laut eigenen Aussagen, gegen zwei Finnen durchsetzen, um seinen Stammplatz zu behaupten. Trittschuh wurde Stammspieler der Mannschaft, doch als dem Klub am Ende der Saison das Geld ausging und man das Gehalt der Spieler nicht mehr bezahlen konnte, kehrte Trittschuh wieder nach Tampa Bay zurück. Am 6. April 1994 wechselte er zu den Fort Lauderdale Strikers, die damals in der American Professional Soccer League spielten. Doch noch am 30. November desselben Jahres ging er zu St. Louis Ambush, um dort in der National Professional Soccer League zu spielen.
Im Finale der NPSL besiegte man in dem Jahr Harrisburg Beat mit 4:0 in einer Best-of-Seven-Serie. 1995 wechselte er zu Montreal Impact in die APSL. Nachdem 1994 die Major League Soccer gegründet worden war, stand Trittschuh kurz vor dem Wechsel in die MLS. Deshalb kaufte er sich für 10.000 Dollar aus seinem Vertrag heraus. Doch statt zur MLS wechselte er im Dezember 1995 zu Tampa Bay Terror, um ein letztes Mal Indoor zu spielen. 1996 wechselte er dann zum MLS-Verein Colorado Rapids. 1997 erreichte er mit seinem Team das Finale des MLS Cups, verlor aber mit 1:2 gegen den damaligen Titelverteidiger D.C. United. Nach drei soliden Spielzeiten als Sechser setzte Trainer Glenn Myernick in der Saison 1999 auf Marcelo Balboa als Sechser. Nachdem er die ersten acht Spiele die Bank nicht verlassen durfte, wechselte er am 14. Juni 1999 zu Tampa Bay Mutiny und die Rapids bekamen als Tauschspieler den Stürmer Guillermo Jara. Nach 62 Ligaspielen und sieben Toren beendete er im Jahr 2001 seine aktive Fußballkarriere.

### Nationalmannschaft
Trittschuh hatte eine lange und erfolgreiche Nationalmannschaftskarriere. 1987 absolvierte er sein erstes Länderspiel im Trikot der US-Boys gegen Ägypten. Ebenso nahm er an den Panamerikanischen Spielen 1987 teil. Des Weiteren gehörte er zum Kader bei den Olympischen Sommerspielen 1988, bestritt aber kein einziges Spiel. Bei der Futsal-Weltmeisterschaft 1989 belegte er mit den USA den dritten Platz. Beim ersten Spiel der Fußball-Weltmeisterschaft 1990 in Italien wirkte er gegen die Tschechoslowakei über die vollen 90 Minuten mit. 1995 absolvierte er gegen Saudi-Arabien sein letztes Länderspiel. Er bestritt 38 Länderspiele und erzielte dabei zwei Tore.

### Trainer
Nach seinem Karriereende als Spieler war Trittschuh im Jahr 1989 an seiner alten Universität als Assistenztrainer tätig. 2002 heuerte er bei seinem ehemaligen MLS-Klub Colorado Rapids als Assistenztrainer an und blieb dort bis zum Jahr 2006.
Seit 2013 ist er technischer Direktor der Jugend von Colorado Storm. Im Jahr 2015 übernahm er das Traineramt der Colorado Springs Switchbacks, die in der USL Professional Division an den Start gehen.

## Titel und Erfolge
Sparta Prag
- Tschechoslowakischer Meister: 1991

St. Louis Ambush
- National Professional Soccer League: 1994/95